# ギャルズパニック
『ギャルズパニック』（Gals Panic）は金子製作所（カネコ）のアーケードゲーム。第1作は1990年リリース。タイトーのQIXに似た陣取りゲームで、タイトーの正規許諾品である。クリア時のシルエット占有率により背景の女の子が服を脱ぐという脱衣麻雀のような要素がある。

## シリーズ作品

### ギャルズパニック（1990年）
日本国内ではタイトーが販売した一方、アメリカではカネコの子会社であるカネコUSAが販売も行っている。ゲームは縦1画面・全18面（6ステージ×3ラウンド）で、『QIX』と同様に「外枠」が有る。敵ボスとそれ以外の雑魚による妨害をかわしながらシルエットが占めるエリアの80%以上を囲い込むと言う基本ルールは本作で既に確立されており、以後も変化は無い。
プレイヤーは陣取りの背景に描かれる美女たちから1人を選択する。各ステージは3ラウンド構成となっており、ラウンドごとに背景画像が設けられており、ラウンドが進むほど脱衣度は上がる。
外周から陣取りを行い、「既に陣取ったエリアの境界線上を移動する」ことと、そこから新たに陣取るために「境界線から飛び出して線を引く」ことができる。前者の状態では敵に接触してもミスとはならないが、後者の状態で自機あるいは引いている線が敵（敵ボス、敵ボスの攻撃、雑魚）に接触するとミスとなる。なお、続編では前者の状態であってもミスになる敵ボスの攻撃がある。
本作にはレベルメーターが設けられている。20レベル分のメーターがあり、通常11レベルからプレイ開始となる。プレイ中は、フィールドを囲む度に（ある程度の規則性はあるが）ランダムでメーターが増減する。また、背景の美女の身体の部分を直接囲んだり、一定の間フィールドを囲まないでいると、メーターが減少し、メーターの左側にある黄色い部分（6レベル以下）にカーソルが入った時点で、背景が美女から無関係の画像に変化する。低レベルの背景で80％以上のエリアを囲い込んだ（背景が変わった瞬間、新しいシルエットでは80%以上となっている場合もあり得る）場合、そのラウンドをクリアしたことにはならず、同じラウンドを再挑戦となる。また、メーターを（10レベル以上に）回復させることで、背景を美女に戻すことが可能。なお、メーターが最左端（レベル0）に達すると1ミス、最右端（レベル20）に達するとシルエットの占めるエリア状況に関係なくクリアとなる。
低レベルの背景では、お助け的に、天使とドクロが反転するアイテムが出現する。天使のときに囲むとレベルアップ（回復）、ドクロのときに囲むと一定時間自機の速度が極端に低下する。
また、これとは別に、囲むと効果が発動するお助けアイテムが時折出現する。
残数は、ミスのたびに減少し、点数が一定点数（但し100万点まで）に達するたびに増える。また、後述のルーレットによっても増やすことができる。2人同時プレイ時には相手プレイヤーを囲んだ場合も増える（囲まれたプレイヤーはミスになる）
シルエットが占めるエリアの全て (100%) を囲い込むと、クリア時にファンファーレとともにチアガールの演出が入る。
1ラウンド目と2ラウンド目のクリア後にはルーレットが設けられており、残機を1つ増やす「1UP」といったあたりアイテムのほかに、時間休息の演出が発生する「BREAK」やハズレアイテムも存在する。
ラウンドごとに、敵ボスは固定されており、1ラウンド目はプレイヤーの移動速度を下げる糸を張る「クモ」が登場し、2ラウンド目では炎を放つ「火の玉」が登場する。また、3ラウンド目に登場する「直方体」は、触れると1ミスとなる電撃に加え、分身技を用いる。
美女のグラフィックは、AV女優の写真をもとにしたものが用いられており、ゲーム内で選択できる美女たちの名前にもそのまま使われている。
同作は日本国外にも出荷されており、業界紙「ゲームマシン」398号（1990年3月1日発行）は、関係者の話として、全世界での出荷台数は1万台（欧米：約：4,000台、日本：3,500台）とされている。
一方で、ステージクリア時の脱衣演出はアメリカ合衆国のゲームセンター運営業者たちの悩みの種となった。カネコUSAのマーチン・グラスマンは雑誌「リプレイ」に寄せたコメントの中で、同作を1950年代のPLAYBOYにたとえており、大人向けの場所に設置してほしい旨を伝えている。

#### 評価（第一作）
ゲームライター・前田尋之の公式ウェブサイト「電脳世界のひみつ基地」に寄稿している稲波は、同作のグラフィックに違和感を感じたと述べている。

### ギャルズパニックII（1993年）
縦1画面のスタイルは前作と同様。本作より移動が8方向になり、ナナメに線を引けるようになっている。ゲーム中に突然、二択クイズを出されてその成否でメーターが増減する「クイズバージョン」が最初に出荷されたが、二択クイズを無くした「スペシャルエディション」が後で出荷された。一般的には後者の方が有名。
スペシャルエディションは1周目のクリア後、1周目には登場しなかったステージが出る。敵ボスだけでなく雑魚も弾を発射するようになり、「線を引いている最中」でなくともミスとなる場合があるなど、前作と比べて難易度が格段に上昇している。登場する女の子は実写・イラストの両方あるが「4遊」や「S」シリーズのような「アニメ絵調」ではない。
本作では、外周からの陣取りではなく、ランダムに選択された四角状のステージ内エリアからの陣取りとなる。本作以降、ギャルパニシリーズではこのスタイルが主流となる。
1996年12月13日には、毎日コミュニケーションズ（現・マイナビ）が「ギャルパニII」のタイトルでWindows 95版を発売する。このソフトは書店流通で発売され、ISBNコード（ISBN 4-89563-701-8）が付されている。また、関連商品として『ギャルパニII公式写真集』（ISBN 4895637158）も出版されている。
Windows版は全30ステージで「イラストモード」と背景に「卒業R」で中本静役となった女優前田美紗子を起用した「実写モード」の2種類（各15ステージ）を切り替えることが可能。「イラストモード」では、後述5人のキャラクターによって各3つのステージが用意されている。ステージ選択はモードごとに5段のピラミッド状になっており、上段をクリアすることでその下段2ステージが選択可能となるというシステムとなっている。取扱説明書には怪物（敵ボス）に捕らわれた女の子を救出するというストーリーが記されており、年齢制限もかかっていない。また、説明書の第2章が「イラストモード」に登場するキャラクターのイラスト集、第3章が前田美紗子の写真集となっている。
登場キャラクター
- 清水沙那（しみずさな）
- 小田麻紀（おだまき）
- 松尾綾香（まつおあやか）
- 鈴木麗菜（すずきれいな）
- 大間茜（おおまあかね）

### ギャルズパニック3（1995年）
画面スクロールが導入される。以後、このシステムが定着。時間経過がシビアで、前作以上に難易度は高い。
本作はJAMMAにより、18歳未満のプレイ自粛が要請されているものの、露出度は基本的に下着どまりで乳首が露出している絵は全く存在しない。
登場する女の子は実写。リリース当初は人気薄だったのか、市場には余り出回っていない。

### ギャルズパニック4遊（1996年）
タイトルの「4遊」は「フォー・ユー」と読む。本作より、登場する女の子が「アニメ絵」調になった。この路線は以後の「S」シリーズにも引き継がれる。7人に各3ステージがあり、合計21ステージ。本作は前作までと異なり脱衣要素が無く、100%クリア後のショータイムも水着止まりである（デモ画面で「このゲームはエッチじゃないよ」と表示され、一般向けをアピールしている）。
アトラクトデモ中に2種類のミニゲームがタダで遊べるのも特徴である。この仕様は同社の『さるかにハムぞう』や未発売に終わった『ユキブタマンP』（ケイブ開発）でも採用されていたが、後々の作品では無くなってしまった。
画面上の雑魚を一掃できる「ボム」が導入され、難易度も低めに設定されている。日立製作所のSH-2を採用したアーケード基板「スーパーカネコノバシステム」第一弾の作品である。
登場キャラクター
- アジャン名倉（ - なぐら）
- 入間このみ（いるま - ）
- 古城サキ（こじょう - ）
- 椎名紗織（しいな さおり）

- 高飛騨レイ（たかひだ - ）
- 田嶋りと（たじま - ）
- 葉月 翔（はづき しょう）

### ギャルズパニックSS（1996年）
1996年9月27日、セガサターン用CD-ROMソフトとして毎日コミュニケーションズより発売。全年齢対応。ゲームシステムは「4遊」がベースになっているが、1名（田嶋りと）を除きキャラクターは一新されている。アーケードからの移植版として対戦モードが追加され、敵への攻撃も可能となった。一方で、デザインはほぼ同じで名前が異なるキャラクターもいる。なお、同日にカネコより「シルエット☆ストーリィズ」のタイトルでプレイステーション版が発売されている。ゲーム自体はほぼ同内容だが、ストーリーが追加されており、展開によって見られるグラフィックが変わる。

### ギャルズパニックS（1997年）
全12面。11人の女の子もしくは1人の男性キャラクタから選択することが可能となっている。多くのイラストが同社の脱衣麻雀ゲーム『ジャンジャンパラダイス』から流用されている。男性キャラクタはランダムで登場する場所が移り変わるため、これを避けて選択し続けることが困難な選択画面となっている。再び脱衣要素が復活、アニメ絵での脱衣は本作が初となる。
画面上に散らばった『P』アイテムを取るとパワーアップ、『S』を取ると移動速度アップとなる。また、陣取り時にEXTRAコインが出現することがあり、5種類のコインすべて取ることで追加のグラフィックを見ることができる。
『P』アイテムを取るか、一定量以上のエリアを一度に陣取ると、ボスに向かって攻撃弾を放つことができるようになっている。逆に、あまりこの攻撃を続けると、ボスが怒った状態となり、既に陣取ったエリアを破壊する攻撃（自機に当たった場合はラインを引いていない状態であってもミス）を仕掛けてくるようになる。
スクロールシステムを採用しているが、一部の女の子は固定画面となっている。シルエットを全て囲み100%を達成すると、女の子がアニメーションする「SHOW TIME DX」を見ることができる。ただし「ジャンジャンパラダイス」からの流用でない今作オリジナルのキャラクターは別スタッフが担当したのかアニメーション部分の作画崩れが激しく、ほとんど別人のようになっている。
2人プレイは対戦プレイとなり、左右に分かれたエリア同士で、先にシルエットの80%以上を陣取ったプレイヤーの勝利となる。
登場キャラクター
（☆印は『ジャンジャンパラダイス』からの流用キャラクター）
チュン・ラン
中華料理のウェイトレス。24歳。
木下明美
看護婦。22歳。
島田深雪☆
家事手伝い。18歳。乗馬姿で現れる。
我島雪子☆
OL。23歳。
御子紫由香
声 - かないみか
高校2年生。17歳。
山下亜紀☆
受付嬢。20歳。
神崎めぐみ☆
スキーのインストラクター。25歳。
藤村唯☆
高校1年生。16歳。
山川芳美
短大2年生。19歳。
峰岸今日子☆
高校1年生。16歳。特異な髪型の女の子。
雨村ひかり☆
OL。
楠楓☆
SMの女王様。
ストロベリーズ1号・5号
兄貴キャラクター。ボディビルダーの兄弟。

### ギャルズパニックS2（1999年）
全12面。12人の女の子もしくは隠しキャラクターの775(ナナコ)から選択することが可能となっている。12人の女の子のCGのうち、7人のCGは同社の脱衣麻雀ゲーム『VS麻雀 乙女繚乱』からの流用である。
ボスの攻撃パターンが追加され、前作よりも難易度は上昇している。一度にボスが二匹襲ってくるステージも登場した。
「スーパーカネコダイヤル」というシステムが初搭載された。ステージ上に出現し、一定時間毎に場所を移動する電話のマークを囲むことで、ステージ終了後にキャラクターから個別の電話番号を教えてもらえる。またステージを全てクリアした場合・全てのステージを100%でクリアした場合にもそれぞれ特別な番号を教えてもらえる。この番号に実際に電話すると、キャラクターの雑談を聞いたりプライベートな情報を教えてもらうことができたが、現在はサービスを終了している。
登場キャラクター
（☆印は『VS麻雀 乙女繚乱』からの流用キャラクター）
双葉るい&るり
声 - 天地有海&青木静香
体操服を身にまとった双子のアイドルで、他のキャラクターに比べると顔つき・体型ともにかなり幼い。
河北千春
声 - 天地有海
新聞部に所属する少女。100%クリア時のアニメでは、プレイヤーにカメラを向け撮影する。
武田留美子☆
声 - 田中涼子
女子サッカー部に所属する少女。ユニフォーム姿。勝気な性格で、男言葉を話す。
愛田智子☆
声 - 田中涼子
テニス部に所属する少女。体育会系らしく、強気な性格の上級生。
早坂めぐみ☆
声 - 雪絵玲那
陸上部に所属する少女で、タンクトップを着用している。口調がややお嬢様風。
天塚星奈☆
声 - 松本美和
天文部に所属する少女。メルヘンチックな性格をしている。
斉藤ゆりか☆
声 - 松本美和
新体操部に所属する少女で、レオタードを身にまとっている。
白石弓子☆
声 - 菅原文
弓道部。古風な口調のお嬢様。
新城明美☆
声 - 菅原文
チアリーダー衣装を着てポンポンを持っているが、設定上はバトン部。
島村由希子☆
声 - 青木静香
バレーボール部。まじめな性格の下級生。
ジェニファー松崎
声 - 甲斐田ゆき
外国人ウエイトレス。アンナミラーズ風の制服を身にまとっている。片言で話すが、電話番号の表示画面ではなぜか流暢な日本語を使う。
数見麗子
声 - 甲斐田ゆき
大人の魅力を放つセクシーな数学教師。
R2X-G775 ナナコ
声 - 雪絵玲那
隠しキャラクター。少女型アンドロイド。関西弁を話す。彼女のステージではボスが二体登場する。

#### 評価（S2）
ゲームライター・前田尋之の公式ウェブサイト「電脳世界のひみつ基地」に寄稿している稲波は、CGの流用が多いことについて触れた上で、当時の稼働状況について「さて、本作は当時もあっという間に消えたイメージでしたが、まあ当然だったのかなと。ゲームとしてももう飽きられていた感じがありましたしね。」と話しており、電話番号のサービスの必要性についても疑問を呈している。

### ギャルズパニックS3（2002年）
事実上のシリーズ最終作。全8面。元々同作は、プリンターを接続することで特典画像などの印刷が可能な「ギャルズパニックSP プリント大作戦」というゲームとして企画されていたが、方針転換を転換し、1年後に「SP」からプリンター要素を廃した単独の作品として本作がリリースされた。カネコの業績不振の折に発売されたゲームでもあり、「スーパーカネコダイヤル」のサービス終了後に稼働している為、関連のギミックも削除されている。ゲーム部分は殆どが前作「パニックストリート」の使い回しになっている。その為、「S2」と比べると敵のアルゴリズムが変更され難易度が高くなっている。
登場キャラクター
NO-001 ナナ
声 - 西原久美子
一見するとお料理大好きな女の子だが、実はレディースのヘッド。
NO-002 あゆみ
声 - 三五美奈子
戦闘型アンドロイド。脱衣の際には内部武装まで露出する。
NO-003 なごみ
声 - 古山きみこ
ウェイトレス。
NO-004 ムサシ
声 - MARIO
修行が大好きな格闘家。
NO-005 ヨミ
声 - MARIO
退魔師。夜な夜な町に出向いて男をナンパする一面もある。
NO-006 チェン
声 - 高村優里
肉まんが大好きな中国人格闘家。その正体はキョンシー。
NO-007 ひよこ
声 - 西原久美子
魔女っ娘。
NO-008 春
声 - 三五美奈子
失恋経験が多い女の子。実は売れっ子のアイドル。

## 後世への影響
2014年に配信された『国盗り Returns with 閃乱カグラ NewWave』の開発チームは、本シリーズの大ファンであり、いつかこのような作品を作りたかったと、G-STAR 2014にて話している

### 新聞・業界紙など
- “「ギャルズパニック」が海外でも大ヒット 悩む米国のオペレーター”. ゲームマシン (アミューズメントプレス) (398):  p. 19. (1990年3月1日) 2020年3月12日閲覧。